# 9.ª etapa del Giro de Italia 2018
La 9.ª etapa del Giro de Italia 2018 tuvo lugar el 13 de mayo de 2018 entre Pesco Sannita y Campo Imperatore sobre un recorrido de 225 km y fue ganada por el ciclista británico Simon Yates, quién refuerza su dominio de la Maglia Rosa.

## Clasificación de la etapa
| \| Clasificación de la etapa \| Clasificación de la etapa \| Clasificación de la etapa \| Clasificación de la etapa \| Clasificación de la etapa \| \| Ciclista \| Ciclista \| Equipo \| Tiempo \| \| \| ------------------------- \| ------------------------- \| ------------------------- \| ------------------------- \| ------------------------- \| \| 1.º \| Simon Yates \| Mitchelton-Scott \| 5 h 54 min 13 s \| \| \| 2.º \| Thibaut Pinot \| Groupama-FDJ \| + 0 s \| \| \| 3.º \| Esteban Chaves \| Mitchelton-Scott \| + 0 s \| \| \| 4.º \| Domenico Pozzovivo \| Bahrain-Merida \| + 4 s \| \| \| 5.º \| Richard Carapaz \| Movistar Team \| + 4 s \| \| \| 6.º \| Davide Formolo \| Bora-Hansgrohe \| + 10 s \| \| \| 7.º \| George Bennett \| LottoNL-Jumbo \| + 12 s \| \| \| 8.º \| Tom Dumoulin \| Team Sunweb \| + 12 s \| \| \| 9.º \| Miguel Ángel López \| Astana \| + 12 s \| \| \| 10.º \| Giulio Ciccone \| Bardiani CSF \| + 24 s \| \| |                    |                  |                 |
| |                    |                  |                 |
| Fuente: ProCyclingStats |                    |                  |                 |
| Clasificación de la etapa |                    |                  |                 |
| Ciclista | Ciclista           | Equipo           | Tiempo          |
| 1.º | Simon Yates        | Mitchelton-Scott | 5 h 54 min 13 s |
| 2.º | Thibaut Pinot      | Groupama-FDJ     | + 0 s           |
| 3.º | Esteban Chaves     | Mitchelton-Scott | + 0 s           |
| 4.º | Domenico Pozzovivo | Bahrain-Merida   | + 4 s           |
| 5.º | Richard Carapaz    | Movistar Team    | + 4 s           |
| 6.º | Davide Formolo     | Bora-Hansgrohe   | + 10 s          |
| 7.º | George Bennett     | LottoNL-Jumbo    | + 12 s          |
| 8.º | Tom Dumoulin       | Team Sunweb      | + 12 s          |
| 9.º | Miguel Ángel López | Astana           | + 12 s          |
| 10.º | Giulio Ciccone     | Bardiani CSF     | + 24 s          |

## Clasificaciones al final de la etapa

### Clasificación general(Maglia Rosa)
| \| Clasificación general \| Clasificación general \| Clasificación general \| Clasificación general \| Clasificación general \| \| Ciclista \| Ciclista \| Equipo \| Tiempo \| \| \| --------------------- \| --------------------- \| ------------------------- \| --------------------- \| --------------------- \| \| 1.º \| Simon Yates \| Mitchelton-Scott \| 37 h 37 min 15 s \| \| \| 2.º \| Esteban Chaves \| Mitchelton-Scott \| + 32 s \| \| \| 3.º \| Tom Dumoulin \| Team Sunweb \| + 38 s \| \| \| 4.º \| Thibaut Pinot \| Groupama-FDJ \| + 45 s \| \| \| 5.º \| Domenico Pozzovivo \| Bahrain-Merida \| + 57 s \| \| \| 6.º \| Richard Carapaz \| Movistar Team \| + 1 min 20 s \| \| \| 7.º \| George Bennett \| LottoNL-Jumbo \| + 1 min 33 s \| \| \| 8.º \| Rohan Dennis \| BMC Racing Team \| + 2 min 05 s \| \| \| 9.º \| Pello Bilbao \| Astana \| + 2 min 05 s \| \| \| 10.º \| Michael Woods \| EF Education First-Drapac \| + 2 min 25 s \| \| |                    |                           |                  |
| |                    |                           |                  |
| Fuente: ProCyclingStats |                    |                           |                  |
| Clasificación general |                    |                           |                  |
| Ciclista | Ciclista           | Equipo                    | Tiempo           |
| 1.º | Simon Yates        | Mitchelton-Scott          | 37 h 37 min 15 s |
| 2.º | Esteban Chaves     | Mitchelton-Scott          | + 32 s           |
| 3.º | Tom Dumoulin       | Team Sunweb               | + 38 s           |
| 4.º | Thibaut Pinot      | Groupama-FDJ              | + 45 s           |
| 5.º | Domenico Pozzovivo | Bahrain-Merida            | + 57 s           |
| 6.º | Richard Carapaz    | Movistar Team             | + 1 min 20 s     |
| 7.º | George Bennett     | LottoNL-Jumbo             | + 1 min 33 s     |
| 8.º | Rohan Dennis       | BMC Racing Team           | + 2 min 05 s     |
| 9.º | Pello Bilbao       | Astana                    | + 2 min 05 s     |
| 10.º | Michael Woods      | EF Education First-Drapac | + 2 min 25 s     |

### Clasificación por puntos(Maglia Ciclamino)
| Clasificación por puntos | Clasificación por puntos | Clasificación por puntos    | Clasificación por puntos | Clasificación por puntos |
| Ciclista                 | Ciclista                 | Equipo                      | Puntos                   |                          |
| ------------------------ | ------------------------ | --------------------------- | ------------------------ | ------------------------ |
| 1.º                      | Elia Viviani             | Quick-Step Floors           | 178 pts                  |                          |
| 2.º                      | Sam Bennett              | Bora-Hansgrohe              | 100 pts                  |                          |
| 3.º                      | Sacha Modolo             | EF Education First-Drapac   | 73 pts                   |                          |
| 4.º                      | Davide Ballerini         | Androni Giocattoli-Sidermec | 68 pts                   |                          |
| 5.º                      | Guillaume Boivin         | Israel Cycling Academy      | 52 pts                   |                          |
| 6.º                      | Simon Yates              | Mitchelton-Scott            | 51 pts                   |                          |
| 7.º                      | Marco Frapporti          | Androni Giocattoli-Sidermec | 49 pts                   |                          |
| 8.º                      | Maksim Belkov            | Katusha-Alpecin             | 46 pts                   |                          |
| 9.º                      | Enrico Battaglin         | LottoNL-Jumbo               | 45 pts                   |                          |
| 10.º                     | Niccolò Bonifazio        | Bahrain-Merida              | 43 pts                   |                          |

### Clasificación de la montaña(Maglia Azzurra)
| Clasificación de la montaña | Clasificación de la montaña | Clasificación de la montaña | Clasificación de la montaña | Clasificación de la montaña |
| Ciclista                    | Ciclista                    | Equipo                      | Puntos                      |                             |
| --------------------------- | --------------------------- | --------------------------- | --------------------------- | --------------------------- |
| 1.º                         | Simon Yates                 | Mitchelton-Scott            | 55 pts                      |                             |
| 2.º                         | Esteban Chaves              | Mitchelton-Scott            | 47 pts                      |                             |
| 3.º                         | Thibaut Pinot               | Groupama-FDJ                | 36 pts                      |                             |
| 4.º                         | Richard Carapaz             | Movistar Team               | 23 pts                      |                             |
| 5.º                         | Fausto Masnada              | Androni Giocattoli-Sidermec | 21 pts                      |                             |
| 6.º                         | Domenico Pozzovivo          | Bahrain-Merida              | 16 pts                      |                             |
| 7.º                         | Natnael Berhane             | Dimension Data              | 15 pts                      |                             |
| 8.º                         | Davide Formolo              | Bora-Hansgrohe              | 12 pts                      |                             |
| 9.º                         | Mikaël Cherel               | AG2R La Mondiale            | 12 pts                      |                             |
| 10.º                        | Enrico Barbin               | Bardiani CSF                | 11 pts                      |                             |

### Clasificación de los jóvenes(Maglia Bianca)
| Clasificación del mejor joven | Clasificación del mejor joven | Clasificación del mejor joven | Clasificación del mejor joven | Clasificación del mejor joven |
| Ciclista                      | Ciclista                      | Equipo                        | Tiempo                        |                               |
| ----------------------------- | ----------------------------- | ----------------------------- | ----------------------------- | ----------------------------- |
| 1.º                           | Richard Carapaz               | Movistar Team                 | 37 h 38 min 35 s              |                               |
| 2.º                           | Miguel Ángel López            | Astana                        | + 1 min 14 s                  |                               |
| 3.º                           | Ben O'Connor                  | Dimension Data                | + 1 min 16 s                  |                               |
| 4.º                           | Sam Oomen                     | Team Sunweb                   | + 1 min 34 s                  |                               |
| 5.º                           | Maximilian Schachmann         | Quick-Step Floors             | + 2 min 17 s                  |                               |
| 6.º                           | Valerio Conti                 | UAE Team Emirates             | + 9 min 30 s                  |                               |
| 7.º                           | Fausto Masnada                | Androni Giocattoli-Sidermec   | + 10 min 14 s                 |                               |
| 8.º                           | Jack Haig                     | Mitchelton-Scott              | + 19 min 14 s                 |                               |
| 9.º                           | Matej Mohorič                 | Bahrain-Merida                | + 23 min 46 s                 |                               |
| 10.º                          | Louis Vervaeke                | Team Sunweb                   | + 28 min 57 s                 |                               |

### Clasificación por equipos"Super Team"
| Clasificación por equipos | Clasificación por equipos | Clasificación por equipos | Clasificación por equipos |
| Equipo                    | Equipo                    | Tiempo                    |                           |
| ------------------------- | ------------------------- | ------------------------- | ------------------------- |
| 1.º                       | Mitchelton-Scott          | 112 h 55 min 41 s         |                           |
| 2.º                       | Astana                    | + 3 min 48 s              |                           |
| 3.º                       | Sky                       | + 4 min 30 s              |                           |
| 4.º                       | Movistar Team             | + 7 min 04 s              |                           |
| 5.º                       | UAE Team Emirates         | + 14 min 28 s             |                           |
| 6.º                       | Team Sunweb               | + 17 min 37 s             |                           |
| 7.º                       | Groupama-FDJ              | + 21 min 45 s             |                           |
| 8.º                       | Dimension Data            | + 25 min 36 s             |                           |
| 9.º                       | AG2R La Mondiale          | + 26 min 59 s             |                           |
| 10.º                      | Bora-Hansgrohe            | + 30 min 40 s             |                           |

## Abandonos
- Jakub Mareczko, por retiro.